# Confeitaria Manon

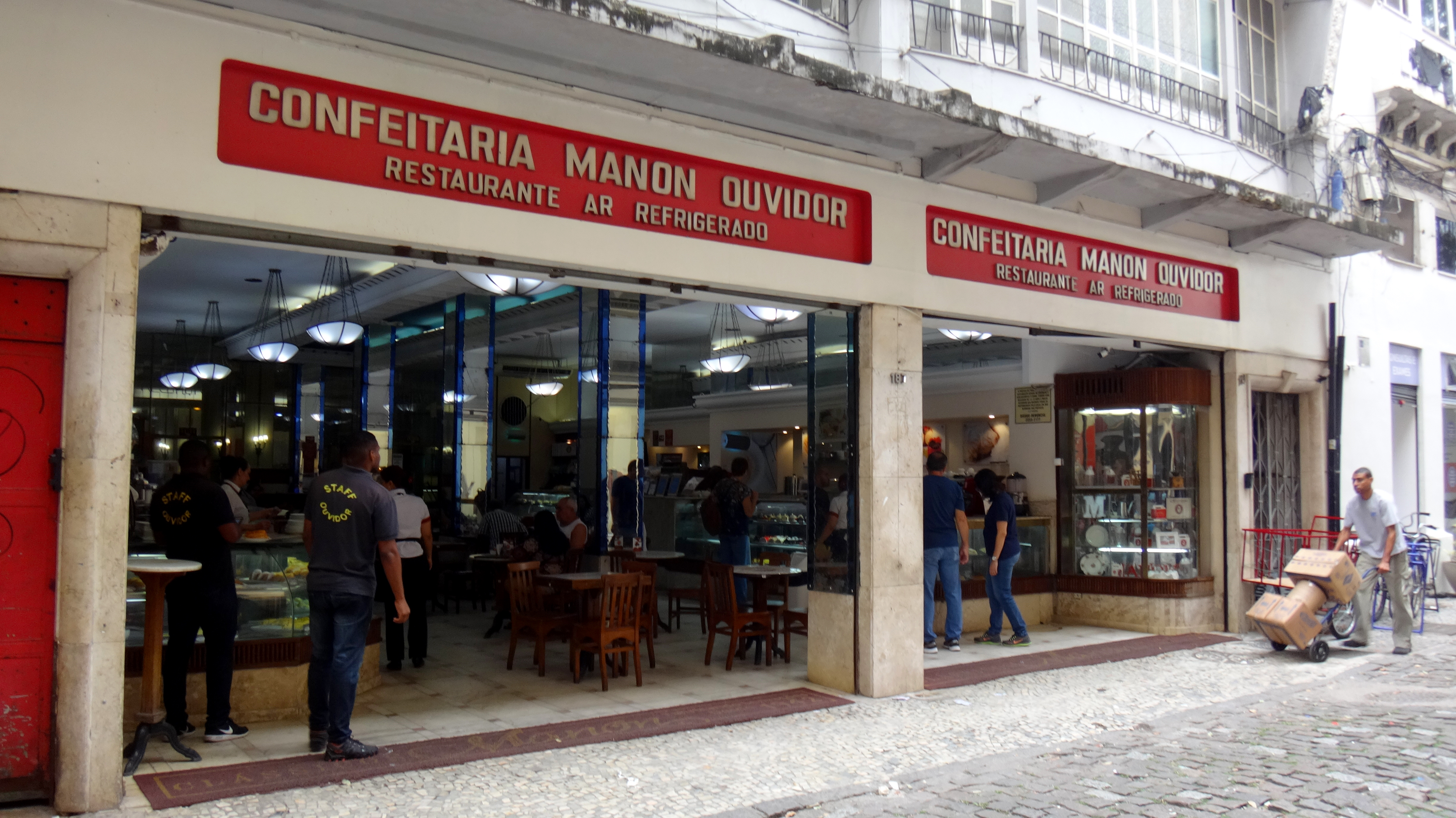
Vista da entrada da Confeitaria Manon, na Rua do Ouvidor.

A Confeitaria Manon é uma confeitaria histórica do Rio de Janeiro, no Brasil. Localiza-se na Rua do Ouvidor, no centro da cidade, próximo ao Largo de São Francisco de Paula.

## História
A confeitaria foi fundada em 1942, preservando dessa época pisos de mármore, espelhos franceses e outros detalhes decorativos, tendo sido tombada pela prefeitura do Rio em 1993. Inicialmente fundada por imigrantes portugueses, a casa tomou impulso em 1965, quando foi adquirida por imigrantes espanhóis.
Seu produto mais famoso é o Madrilenho (Madrileño), um pão doce com creme e um pouco de goiabada e açúcar de confeiteiro. Também produzem pastéis de Belém e outros doces.

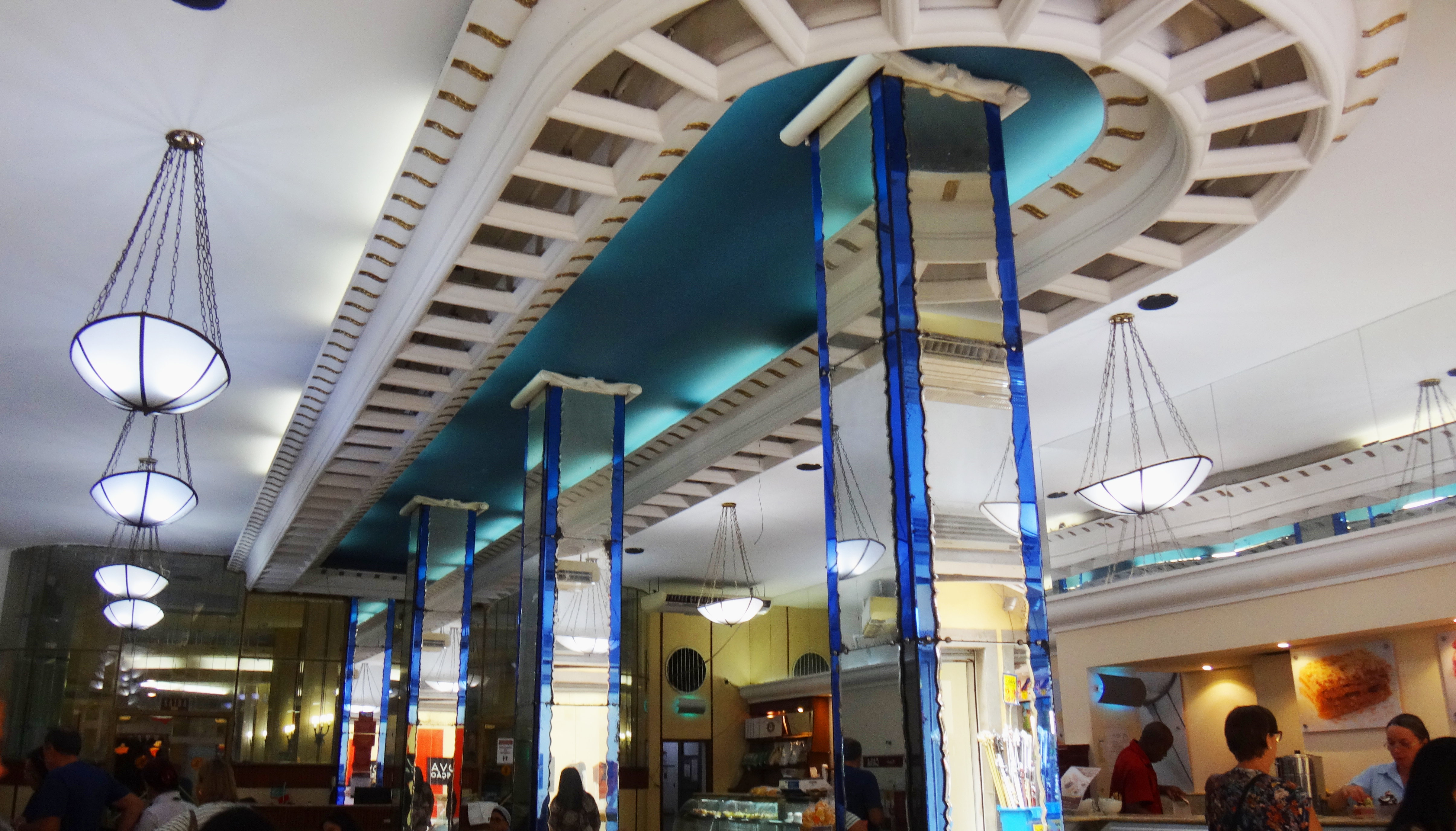
Vista do interior da Confeitaria Manon.

Além da confeitaria, tem um restaurante com um serviço de bufê self-service nos almoços. A Manon já teve uma filial no antigo edifício da Casa Cavé, na Rua Sete de Setembro.
A confeitaria apareceu em uma das cenas do filme Ainda Estou Aqui (2024). Após o anúncio da indicação ao Oscar 2025 em janeiro, teve um aumento de 20% do faturamento no mês seguinte.